# Nothoscordum clevelandicum
Nothoscordum clevelandicum är en amaryllisväxtart som beskrevs av Pierfelice Ravenna. Nothoscordum clevelandicum ingår i släktet vaniljlökar, och familjen amaryllisväxter. Inga underarter finns listade i Catalogue of Life.